# Division (The Gazette)
Division è il sesto album registrato in studio della band j-rock giapponese The Gazette, pubblicato il 29 agosto del 2012 in Giappone.

## Tracce
1. [XI] - 1:45
2. Gabriel on the Gallows - 4:03
3. Derangement - 4:42
4. Dripping Insanity - 4:07
5. Yoin （余韻） - 3:28
6. Ibitsu （歪） - 3:59
7. Kagefumi （影踏み） 4:21
8. Kago no Sanagi （籠の蛹） - 4:38
9. Hedoro （ヘドロ） - 3:32
10. Attitude - 3:29
11. Required Malfunction - 4:07
12. [Melt] - 3:07

## Formazione
- Ruki - voce
- Uruha - chitarra
- Aoi - chitarra
- Reita - basso elettrico
- Kai - batteria